# BBC Earth (kênh truyền hình)
BBC Earth là một kênh truyền hình thuê bao tài liệu có chương trình thực tế cao cấp. Kênh này hoàn toàn thuộc sở hữu và điều hành bởi BBC Studios. Ban đầu được thiết lập để tung ra quốc tế vào năm 2014, sau đó được thông báo sẽ ra mắt vào năm 2015, bắt đầu từ Ba Lan.

## Lịch sử
Tháng 10 năm 2013, BBC đã thông báo rằng vào năm 2014, họ sẽ giới thiệu 3 thương hiệu mới - BBC Earth, BBC First, và BBC Brit, với BBC Earth sẽ được dành riêng cho lập trình thực tế cao cấp. Sau đó đã được thông báo rằng các kênh phát sóng như Frozen Planet và Wonders of the Universe. Ngoài ra, khoảng 30 giờ nội dung mới sẽ được đặt hàng cho kênh trong năm đầu tiên. Kênh được thiết lập để thay thế BBC Knowledge; Tuy nhiên, nếu kênh hiện tại thành công ở một số thị trường nhất định, kênh có thể tiếp tục hoạt động.
Triển khai quốc tế
Ba Lan
BBC Earth được công chiếu tại Ba Lan vào ngày 1 tháng 2 năm 2015, thay thế cho BBC Knowledge.
Vùng Bắc Âu
BBC Earth thay thế BBC Knowledge tại Đan Mạch, Na Uy, Thụy Điển, Phần Lan và Iceland vào ngày 13 tháng 4 năm 2015.
Hungary
BBC Earth thay thế BBC Knowledge vào ngày 14 tháng 4 năm 2015.
Romania
Vào ngày 14 tháng 4 năm 2015, BBC Earth đã được ra mắt tại Romania, thay thế BBC Knowledge.
Thổ Nhĩ Kỳ
BBC Earth ra mắt tại Thổ Nhĩ Kỳ, thay thế cho BBC Knowledge, vào ngày 14 tháng 4 năm 2015.
Mỹ Latin
BBC Earth ra mắt tại các quốc gia Mỹ Latin như Argentina, Brazil, Chile, Colombia, Costa Rica, Cộng hòa Dominican, Ecuador, El Salvador, Guatemala, Honduras, Mexico, Nicaragua, Panama, Paraguay, Peru, Uruguay and Venezuela vào ngày 1 thàng 9 năm 2015, thay thế BBC HD. Vào ngày 13 tháng 4 năm 2017, kênh đã ngừng truyền tải chỉ dành cho Mỹ Latin cùng với BBC Entertainment and CBeebies.